# 彼得·福克斯 (记者)
彼得·安德烈·福克斯（英語：Peter André Fox；1830年—1869年）是英格兰的一个激进派记者。

## 生平
他出生于一个富裕家庭，本名为彼得·福克斯·安德烈。后来，他成为无神论者，并娶一位工人阶级女性为妻，因此被家族断绝关系。他首次崭露头角是在担任倡导世俗主义的报纸《国家改革者》的出版人时。他信奉奥古斯特·孔德创立的“人道教”，也是“争取波兰独立不列颠全国联盟”运动的领军人物，并曾任改革联盟执行委员会委员。
1864年，福克斯成为国际工人协会（即第一国际）的创始成员之一，并一直在其总委员会任职，从1865年起担任协会的新闻代表。除卡尔·马克思，他是委员会中唯一的非工人阶层常务委员，被视为一名知识分子。
1866年5月，福克斯被任命为国际工人协会的美洲通讯书记。他全身心投入这项工作，致信大量美国工人运动领袖，尤其成功地争取到全国劳工联盟副主席威廉·杰萨普的支持，使该联盟转而同情第一国际。
1866年9月，国际工人协会总书记兰德尔·克里默突然辞职。由于当时只有福克斯能够立即接任，他暂时接替该职务直至11月克里默短暂复职为止。福克斯随后继续担任通讯书记，但他与马克思之间的矛盾日益加深。他认为马克思在背后操控，导致他的一些联系人被排挤出国际工人运动的岗位。福克斯提出应将第一国际总部迁至日内瓦，因为他知道马克思在那里的支持较少，但该提案被总委员会否决。1867年晚些时候，福克斯以需全职从事新闻工作来养家为由，辞去职务。
之后，福克斯迁居维也纳，并很快与马克思恢复友好通信关系。他于1869年因肺病去世，留下贫困潦倒的妻子和孩子。马克思曾联系福克斯的母亲，在以发起募捐相威胁后，促使其答应资助福克斯的遗属。